# Cuq (Lot-et-Garonne)
Cuq település Franciaországban, Lot-et-Garonne megyében. Lakosainak száma 280 fő (2022. január 1.). Cuq Caudecoste, Dunes, Gimbrède, Astaffort és Fals községekkel határos.

## Népesség
A település népességének változása:
| Lakosok száma | 246  | 257  | 238  | 225  | 277  | 267  | 268  | 281  | 280  | 280  |
|               | 1968 | 1982 | 1990 | 2006 | 2013 | 2015 | 2017 | 2019 | 2020 | 2022 |